# Khvostof
Khvostof (en anglès Khvostof Island, en aleutià Atanax̂) és una petita illa de les illes Rat, un subgrup de les illes Aleutianes occidentals, a l'estat d'Alaska dels Estats Units. L'illa fa 2 quilòmetres de llarg per 2,7 d'ample.
Va prendre el nom de l'oficial naval rus Nikolai Khvostov, que va explorar la regió juntament amb Gavriil Davidov, que a la vegada dona nom a l'illa Davidof, tal com es narra al llibre "Doble viatge a Amèrica dels oficials de la marina Hvostov i Davydov" de 1810.
L'illa s'alça ràpidament pel vessant occidental fins a assolir els 256 msnm. La part oriental de l'illa es caracteritza per altiplà que es degrada suaument. Khvostof és probablement les restes d'una erupció d'un gran volcà que va tenir lloc durant el Terciari.

## Referències

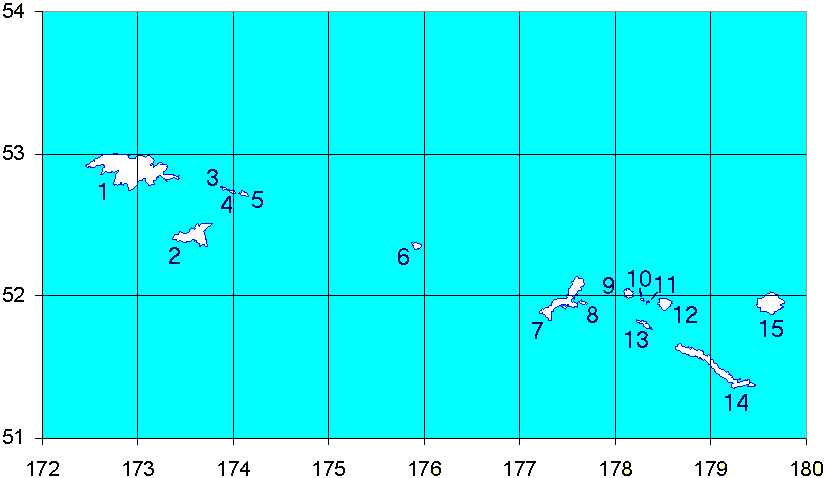
Posició de Khvostof a les Aleutianes Occidentals. (núm. 10).